# Kosteantînivka, Znameanka
Kosteantînivka (în ucraineană Костянтинівка) este un sat în comuna Subotți din raionul Znameanka, regiunea Kirovohrad, Ucraina.

## Demografie
Componența lingvistică a localității Kosteantînivka
     Ucraineană (93,96%)
     Rusă (4,15%)
     Română (1,89%)
Conform recensământului din 2001, majoritatea populației localității Kosteantînivka era vorbitoare de ucraineană (93,96%), existând în minoritate și vorbitori de rusă (4,15%) și română (1,89%).